# Amstel Gold Race 1969
La 4ª edición de la Amstel Gold Race se disputó el 18 de abril de 1969 en la provincia de Limburg (Países Bajos). La carrera constó de una longitud total de 257 km, entre Helmond y Meerssen.
El vencedor final fue el belga Guido Reybrouck (Faema) fue el vencedor de esta edición al imponerse en la línea de meta de Heerlen. Los también belgas Jos Huysmans (Dr. Mann-Grundig) y Eddy Merckx (Faema) fueron segundo y tercero respectivamente.

## Clasificación final
| Pos. | Ciclista            | Equipo                     | Tiempo     |
| ---- | ------------------- | -------------------------- | ---------- |
| 1    | Guido Reybrouck     | Faema                      | 6h 21' 03" |
| 2    | Jos Huysmans        | Dr. Mann-Grundig           | m. t.      |
| 3    | Eddy Merckx         | Faema                      | + 16"      |
| 4    | Eric Leman          | Flandria-De Clerck-Krueger | m. t.      |
| 5    | Willy Vekemans      | Goldor-Hertekamp-Gerka     | m. t.      |
| 6    | Georges Pintens     | Dr. Mann-Grundig           | m. t.      |
| 7    | Roger Rosiers       | Dr. Mann-Grundig           | m. t.      |
| 8    | Gerard Vianen       | Caballero                  | + 25"      |
| 9    | Valère Van Sweevelt | Faema                      | + 40"      |
| 10   | Jaak Frijters       | Dr. Mann-Grundig           | m. t.      |